# Église Saint-Martin de Forest-Montiers
L'église Saint-Martin est située sur le territoire de la commune de Forest-Montiers, en bordure de la forêt de Crécy, dans l'ouest du département de la Somme.

## Historique
Autrefois dépendance de l'abbaye, le passé de l'église est lié à l'histoire monastique locale.

## Caractéristiques
L'église Saint-Martin est bâtie en briques et moellons avec un mélange de silex.
Une tour de guet du XVIe siècle supporte le clocher sur lequel se trouve une horloge.
Le plafond à caissons est du XVIIIe siècle.
Le maître-autel, sculpté en 1777 par F. D. Mouret d'Hesdin (élève supposé de Pfaffenhoffen), est un don de la famille Gaucher du Broutel. Il a été acheté à la Révolution française et viendrait de l'ancien couvent des sœurs noires, situé non loin de l'église de Vieil-Hesdin. Caractéristique très rare : il est muni d'un tabernacle tournant, classé monument historique au titre d'objet par arrêté du 12 juillet 1912. Des statues et du mobilier des XVIIe siècle, XVIIIe et XIXe siècles sont classés ou inscrits au titre des monuments historiques depuis 1981 et 1983.

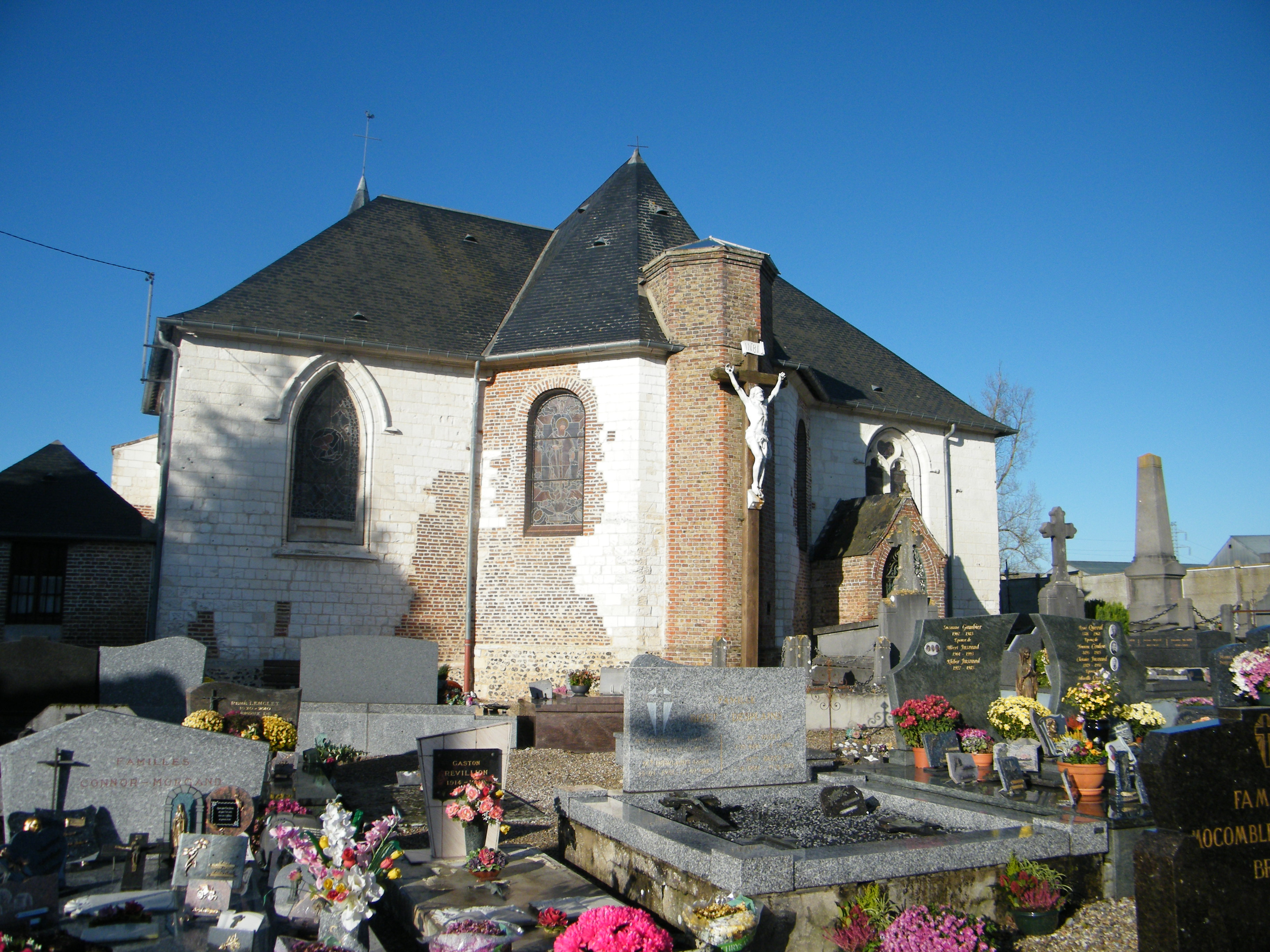
Un puits de lumière en brique éclaire l'arrière de l'autel.
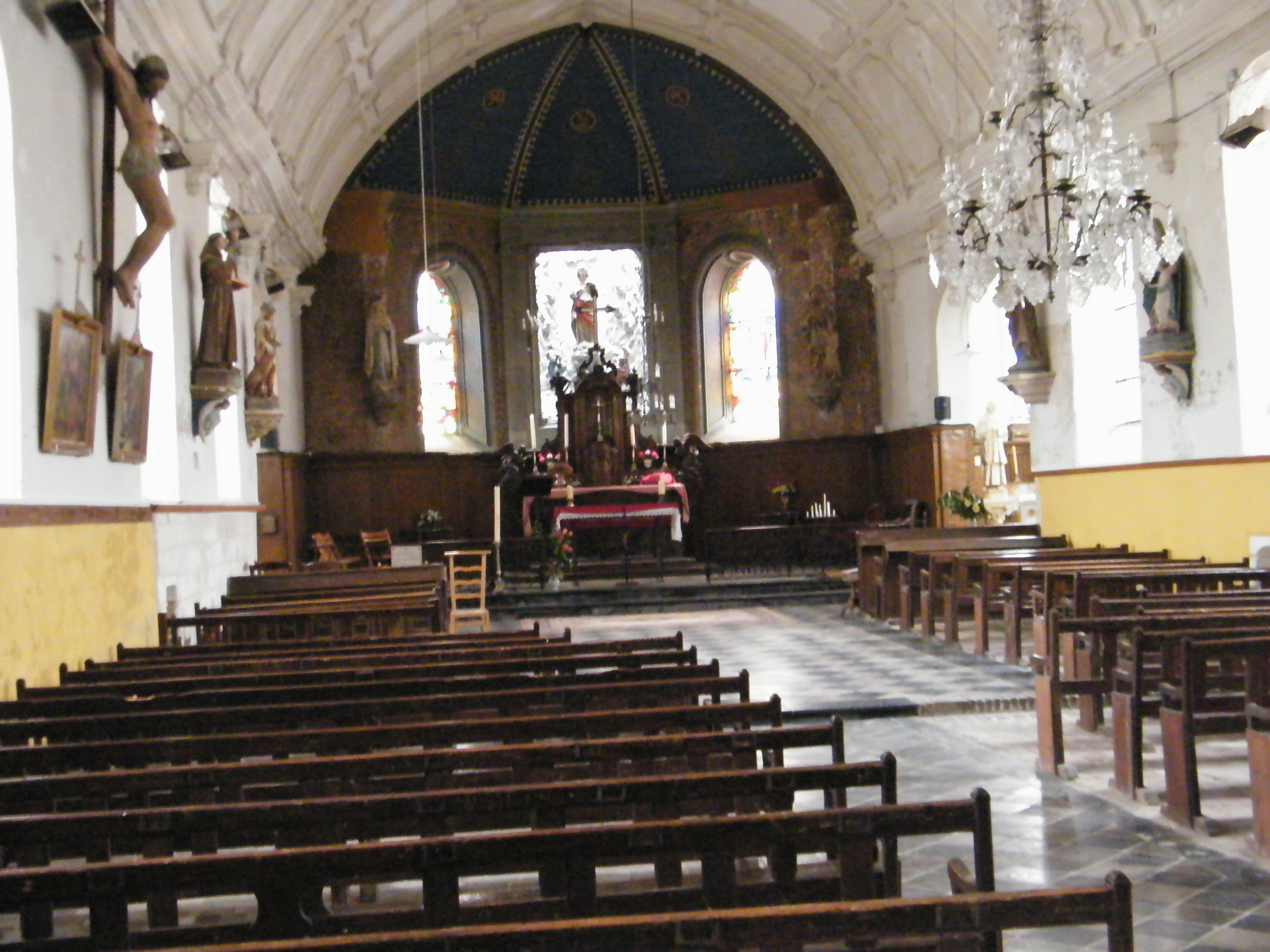
Vue d'ensemble.
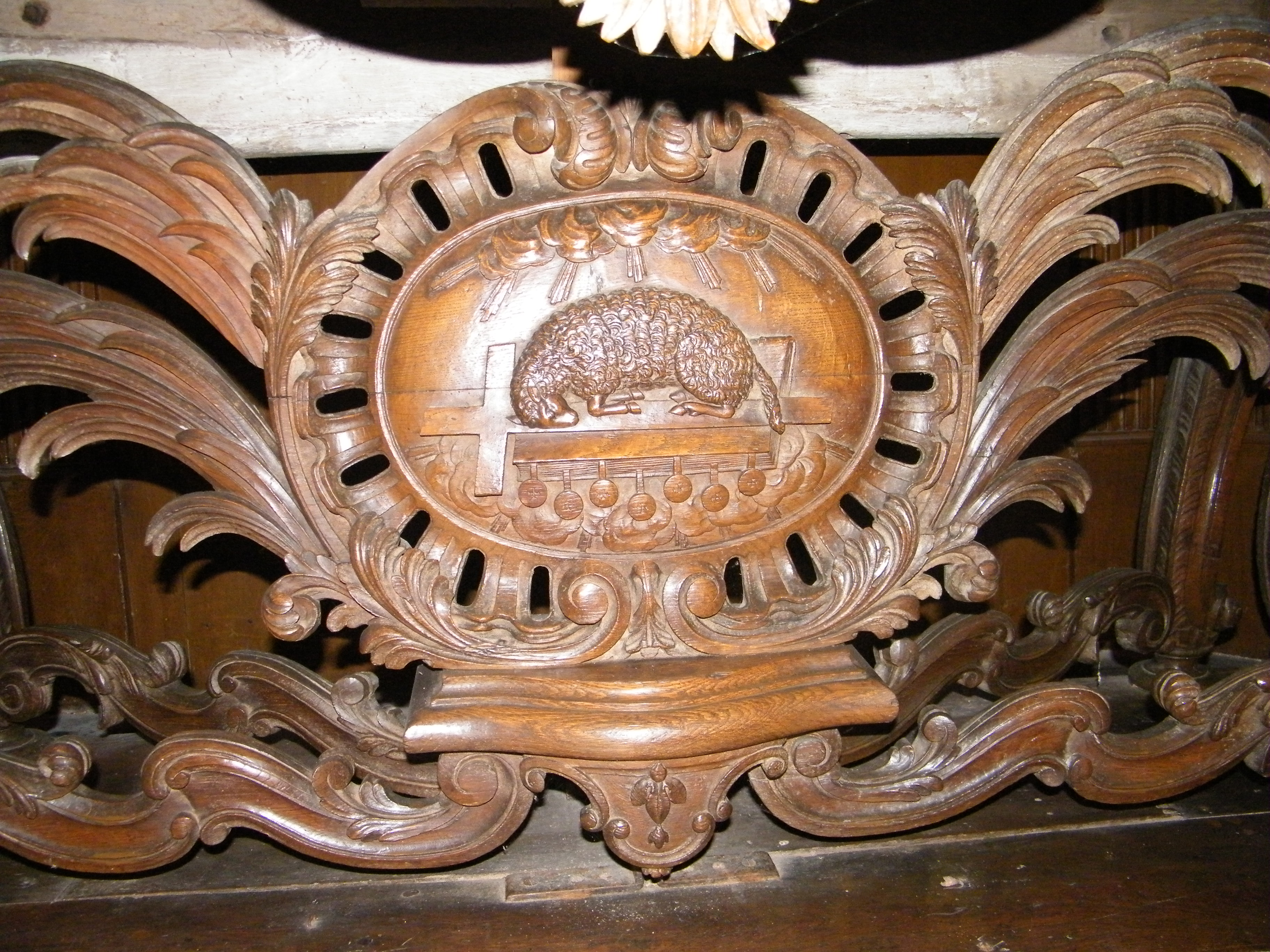
Détail de l'autel classé au titre objet.
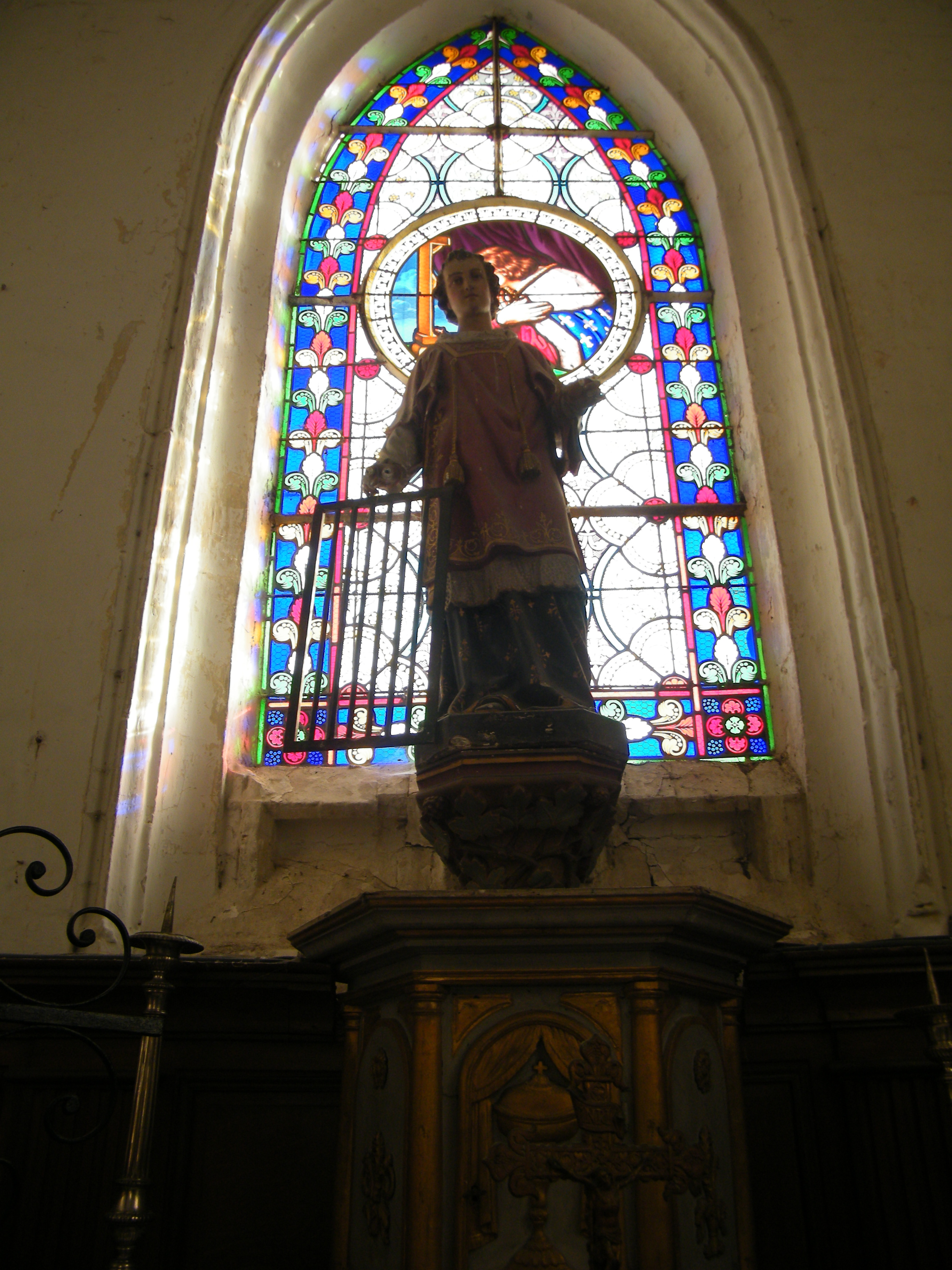
Saint Laurent, patron de la paroisse.
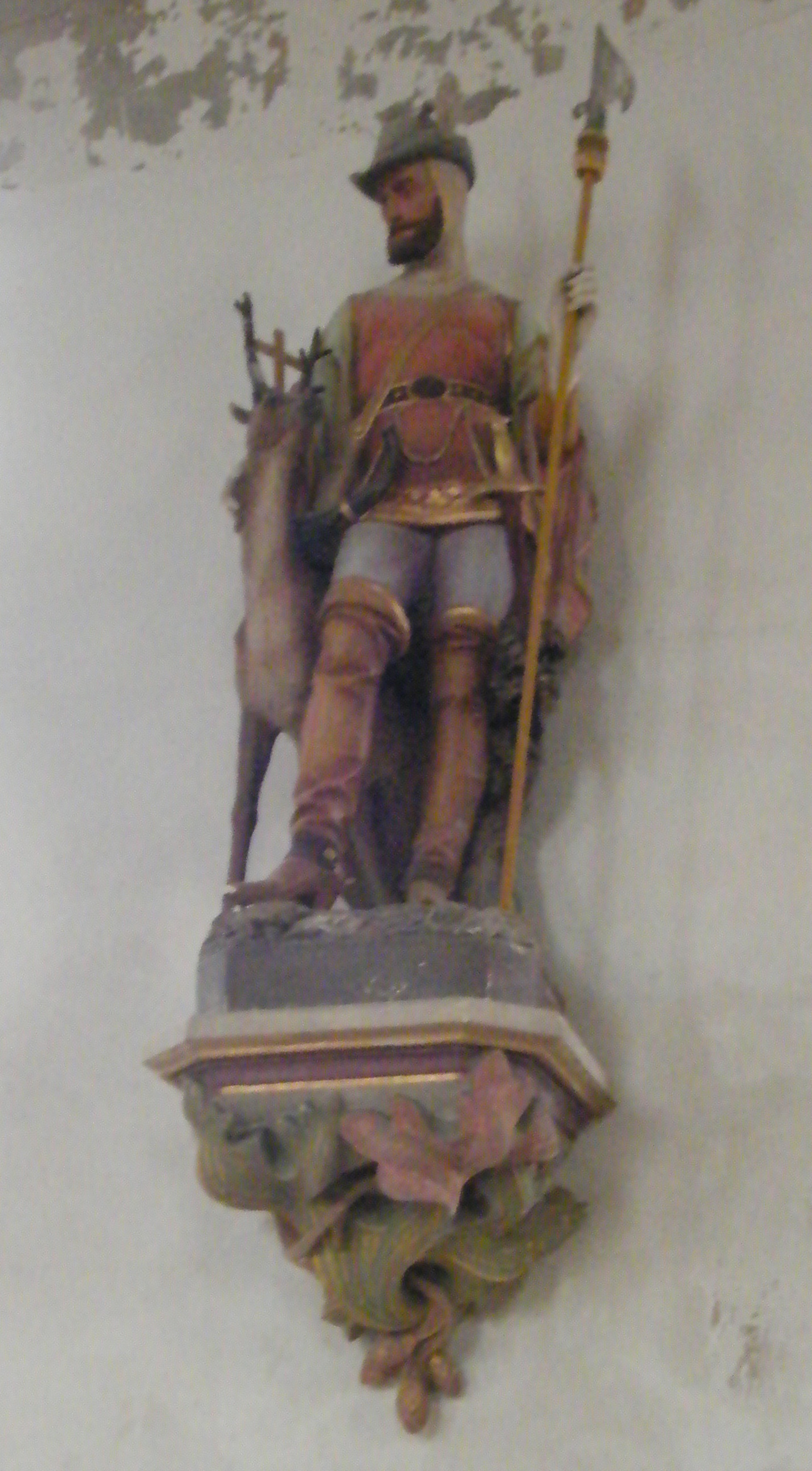
Saint Hubert, patron des chasseurs.
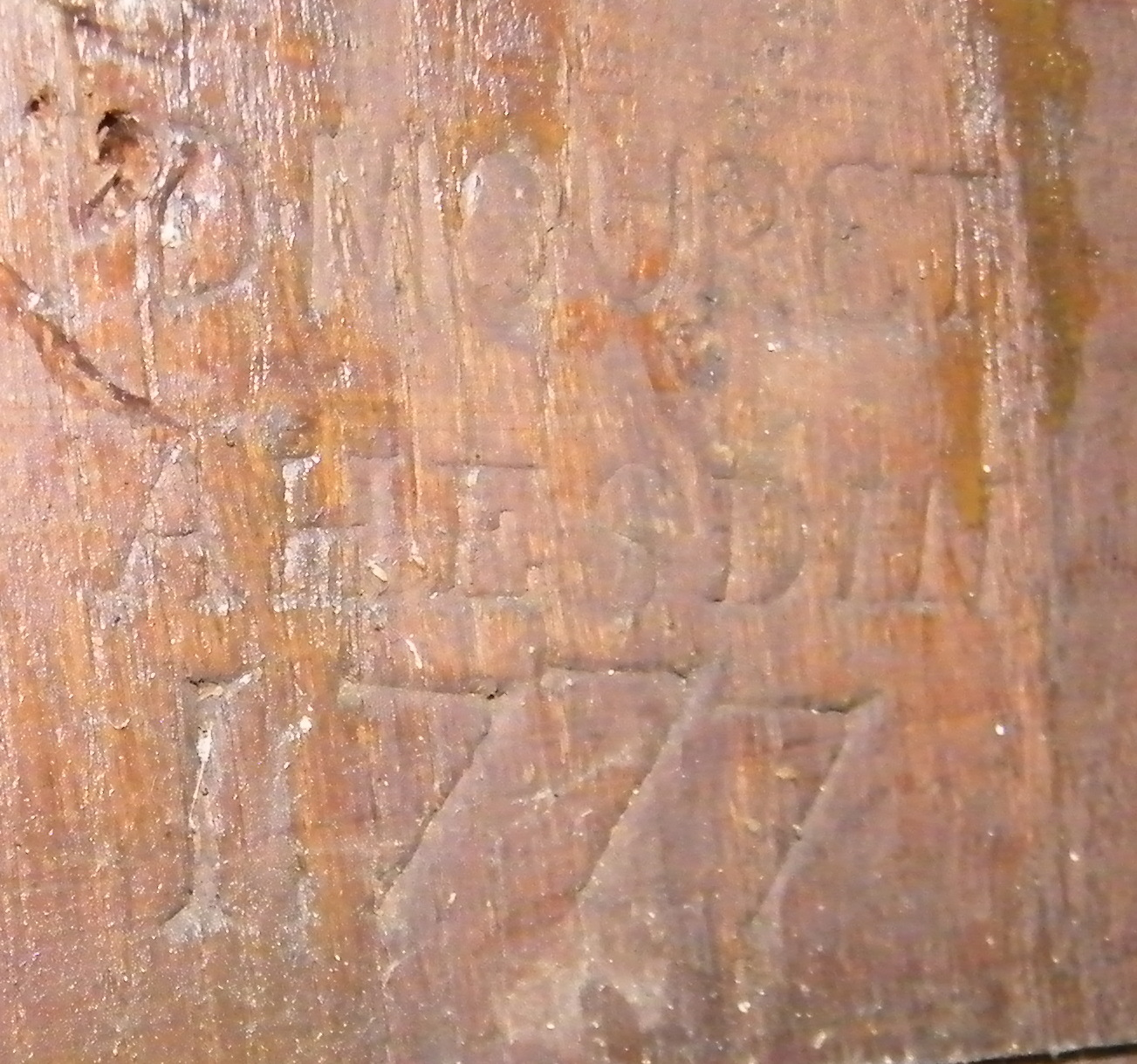
La signature de l'autel de 1777, réalisé par un élève de Pfaff.